# Brzezdob
Brzezdob – staropolskie imię męskie, być może opisowe, a nie życzące, złożone z członów Brzez- ("bez") i -dob ("stosowny, zdatny" albo "waleczny, dzielny"). Być może oznaczało "tego, który jest niezdatny" lub "nie jest waleczny". Zanotowane w dawnych źródłach w 1265 roku.